# Втора англо-сикхска война
Втората англо-сикска война се води от 1848 до 1849 г., между Сикхската империя и Британската източноиндийска компания. Тя води до покоряването на Сикхската империя и анексирането на Пунджаб и на станалата по-късно известна като Северозападна гранична провинция от Източноиндийската компания.